# Vere Gordon Childe
 (juin 2022).
Si vous disposez d'ouvrages ou d'articles de référence ou si vous connaissez des sites web de qualité traitant du thème abordé ici, merci de compléter l'article en donnant les références utiles à sa vérifiabilité et en les liant à la section « Notes et références ».
Vere Gordon Childe (14 avril 1892 – 19 octobre 1957) est un archéologue australien. Il a dirigé la fouille du site néolithique de Skara Brae, en Écosse. Il est aussi connu pour avoir popularisé les expressions « Révolution néolithique » et « Révolution urbaine ». Il est surtout l'un des grands archéologues capables de replacer leurs découvertes au sein d'une théorie du développement préhistorique à l'échelle européenne et mondiale. Ses idées marxistes ont nourri sa pensée sur la Préhistoire.

## Biographie
Childe est né le 14 avril 1892 à Sydney. Après des études universitaires menées en Angleterre à l'université d'Oxford (Queen's College), il revient en Australie pour devenir entre 1916 et 1921 le secrétaire particulier de John Storey, membre du Parlement de Nouvelle-Galles du Sud puis Premier ministre. Son ouvrage de 1923, Comment les travaillistes gouvernent, repose sur l'expérience acquise pendant ces années. Après la mort soudaine de Storey en 1921, Childe abandonne la politique et repart en Europe.
Son livre intitulé L'Aube de la civilisation européenne (1925) lui vaut une notoriété immédiate, et il enchaîne avec d'autres œuvres sur la théorie archéologique. Dans ce premier livre, il fonde sa théorie des relations entre les développements européens et proche-orientaux. Il explore aussi les rapports de l'archéologie et des langues indo-européennes qu'il développe plus tard dans Les Aryens: une étude des origines indo-européennes (1926).
Il pose en principe une théorie plus détaillée d'une invasion aryenne de l'Europe, d'abord postulée par Max Muller, identifiant le Sud de la Russie comme la patrie des Proto-Indo-Européens. Ses idées de base contribuent aussi à la théorie de l'invasion des Kourganes plus tard suggérée par Marija Gimbutas. Le concept original de Childe sur les Aryens est inévitablement sous l'influence de l'idéologie de son temps, mais diffère profondément des idées suprémacistes aryennes des Nazis qu'il attaque fortement pendant les années trente.
Cet érudit est aussi un linguiste accompli. En 1927, il est nommé professeur d'archéologie à Édimbourg, un poste qu'il occupe jusqu'à 1946. Ses fouilles de Skara Brae débutent en 1928 quand il est appelé pour surveiller le travail qui a commencé à la suite d'une tempête ayant mis au jour de nouvelles structures au-delà de celles déjà connues. Pour Childe c'est inhabituel car il n'est pas un spécialiste des fouilles. Son apport essentiel consiste dans l'interprétation des données et découvertes d'autres chercheurs. Cette année-là, 1928, voit paraître son livre L'Est le plus ancien, qui explore l'émergence de la civilisation au Proche-Orient.

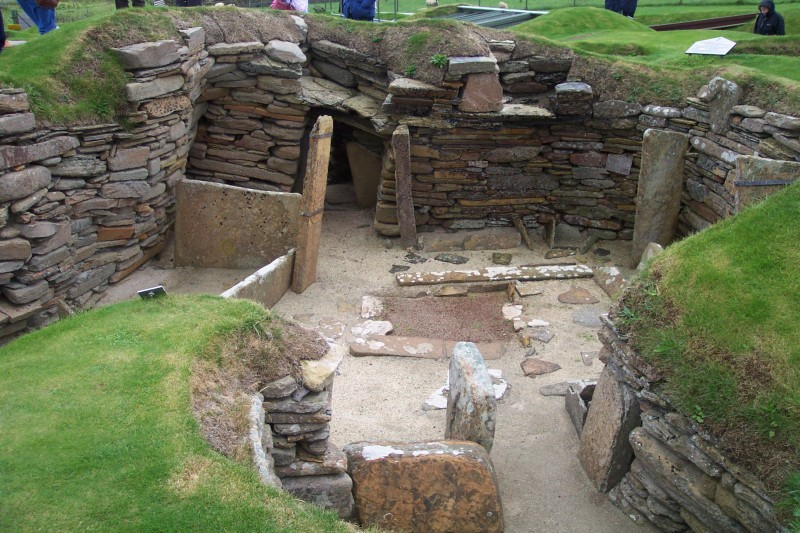
Vers -3000, des fermiers du néolithique vivent dans des maisons de pierre, comme ici à Skara Brae.

Childe est aussi un remarquable pédagogue : ses deux livres les plus largement lus, De la Préhistoire à l'histoire (1942, traduction française 1963) et Man Makes Himself (1951), sont des exposés très lisibles qui font découvrir l'archéologie à un public plus large et aident à le rendre célèbre.
Quittant Édimbourg après la guerre, Childe est nommé directeur de l'Institut d'archéologie de l'université de Londres jusqu'à sa retraite en 1956. Il meurt en Australie dans les montagnes Bleues. Son corps est retrouvé le 19 octobre 1957 en contrebas des chutes appelées Govetts Leap Falls,.

## Principaux apports
Childe est impliqué dans les activités politiques de gauche en Australie, mais son marxisme est plus intellectuel que militant. Peut-être est-il naturel que, étant un archéologue dont les seules sources d'information sont des indices matériels du passé, il ait été conduit à adopter une théorie holistique qui explique tout fait comme résultant de changements dans les modes de production. Il est évident que les premiers hommes étaient des chasseurs-cueilleurs, et que les civilisations surgissent quand elles ont d'abord adopté l'agriculture et ensuite rassemblé leur population dans des villages. Ces développements, qu'il dénomme « Révolution néolithique » et « Révolution urbaine » et sont en premier lieu esquissées à partir des preuves archéologiques qu'il a rassemblées, sont toujours des concepts majeurs dans les études préhistoriques.
Cette thèse est contredite par les dernières datations au carbone 14, qui montrent que la sédentarité précède la naissance de l'agriculture.
Ainsi, la première ville de l'histoire humaine, Jéricho, est antérieure aux premières cultures de blé. Jacques Cauvin, dans son livre Naissance des divinités, naissance de l'agriculture, revient sur cette idée[réf. nécessaire].
Les développements ultérieurs des civilisations (Childe s'est concentré sur l'Europe et le Proche-Orient, avec quelques excursions en dehors) peuvent être expliqués par les changements techniques qui interviennent et qui sont discernables au travers des « archives archéologiques ». Pour réaliser ceci, Childe commence à utiliser des expressions comme l'âge du bronze ou l'âge du fer, comme une façon d'esquisser les évolutions d'un niveau matériel à un autre, plutôt qu'un simple outil de datation.
Childe est l'un des rares à mettre en exergue la période hellénistique comme sommet de la civilisation gréco-romaine plutôt que le monde d'Athènes au Ve siècle, ou celui de l'Empire romain. Dans la Méditerranée orientale hellénisée, et particulièrement Alexandrie, il voit le point haut de la culture classique.

## Œuvres

### Version originale
- (en) The Dawn Of European Civilization, Londres, Routledge & Kegan Paul, 1925 (lire en ligne)
- (en) The Aryans: A study of Indo-European origins., Londres, Kegan Paul, Trench, trubner & co, 1926 (lire en ligne)
- (en) The Danube In Prehistory, Oxford, Clarendon Press, 1929 (lire en ligne)
- (en) The Bronze Age, Cambridge, University Press, 1930 (lire en ligne)
- (en) New Light On the Most Ancient East, Londres, Routledge & Kegan Paul, 1934 (lire en ligne)
- (en) Prehistory of scotland, Londres, kegan paul, trench, trubner and co., 1935 (lire en ligne)
- (en) Man Makes Himself, New American Library, 1936 (augm. 1951) (lire en ligne)
- (en) Prehistoric Communities of the British Isles, Londres, W. & R. Chambers, 1940
- (en) What happened in History, Penguin Books, 1942 (lire en ligne)
- (en) Progress And Archaeology, Londres, Watts & co, 1944 (lire en ligne)
- (en) History, Londres, Cobbett Press, 1947 (lire en ligne)

### Traductions en français
- L'aube de la civilisation européenne [« The Dawn Of European Civilization »]  (trad. Louis Chatelain), Paris, Payot, coll. « Bibliothèque historique », 1949, 384 p.
- L'Orient préhistorique [« New Light On the Most Ancient East »]  (trad. E. J. Livy, préf. Dr. G. Contenau), Paris, Payot, 1935, 298 p.
- La naissance de la civilisation [« Man Makes Himself »]  (trad. Pierre-Henri Gonthier), Paris, Gonthier, 1963, 254 p.
- De la préhistoire a l'histoire [« What happened in History »]  (trad. André Mansat et Jean Barthalan, préf. Raymond Furon), Paris, Gallimard, coll. « Idées » (no 39), 1963, 384 p. (ISBN 2070350398)